# Chloridolum cinderellum
Chloridolum cinderellum är en skalbaggsart som först beskrevs av White 1853.  Chloridolum cinderellum ingår i släktet Chloridolum och familjen långhorningar. Inga underarter finns listade i Catalogue of Life.